# Prostitución en Brasil

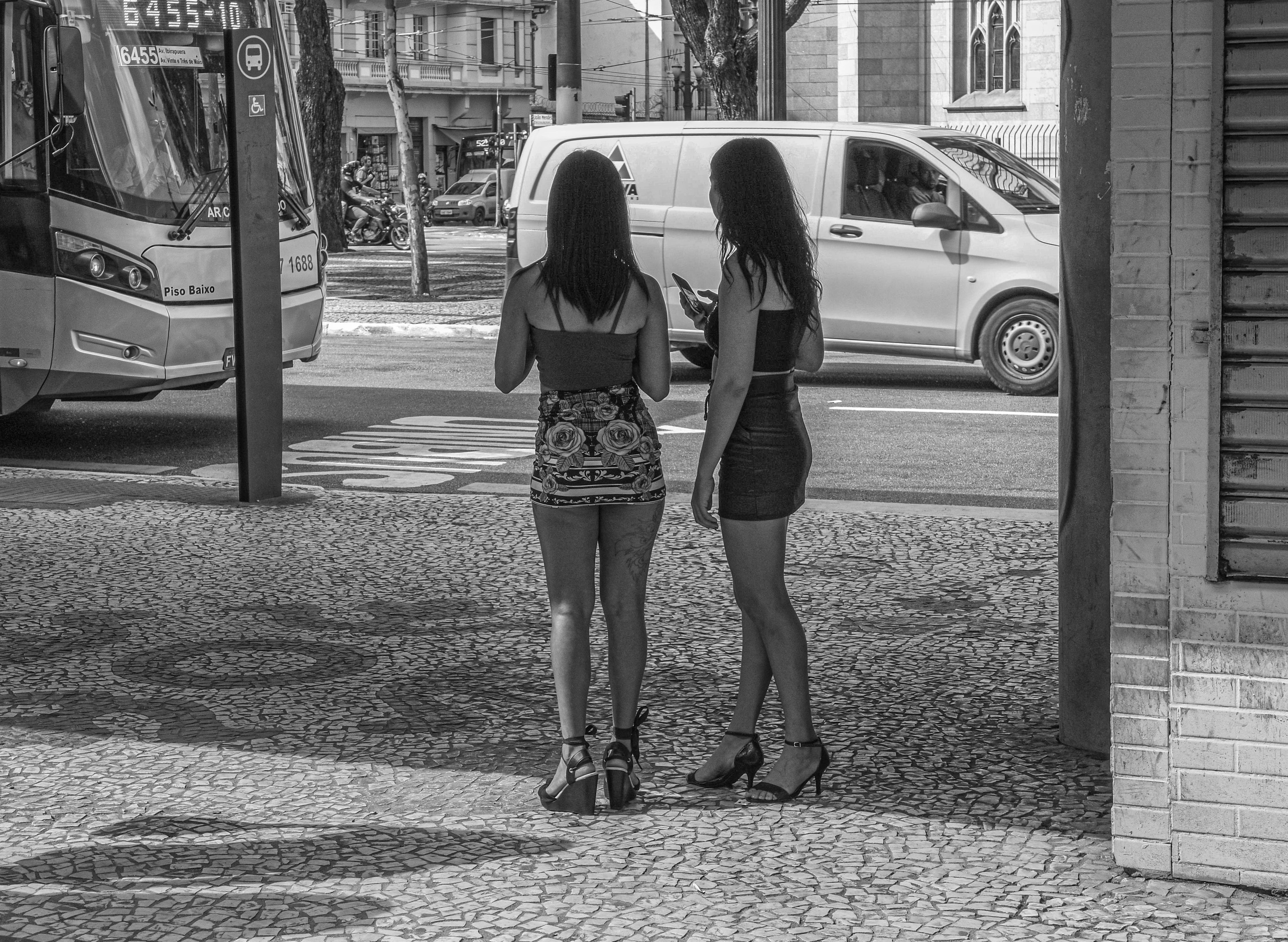
Jóvenes meretrices en São Paulo, 2019.

La prostitución en Brasil es una profesión reconocida por el Ministerio de Trabajo desde 2002, y no tiene restricciones legales cuando es ejercida por adultos. En el país, el turismo sexual es un problema señalado tanto por el gobierno local como por organismos internacionales, como la UNICEF en el caso de la prostitución infantil, un problema que afectaba a más de 1000 municipios y aproximadamente medio millón de niños en estudios de 2005. Desde 2004, el delito de prostitución de niños y adolescentes ha aumentado, lo que ha llevado al gobierno a lanzar varias campañas gubernamentales contra la prostitución infantil.
El informe de 2010 del Departamento de Estado de los Estados Unidos cita a Brasil como "fuente de hombres, mujeres, niños y niñas para la prostitución forzada en el país y en el extranjero". El estudio incluye el trabajo forzado relacionado con el tráfico de mujeres realizado por organizaciones criminales de Goiás, de donde parten chicas y mujeres hacia países como España, Italia, Reino Unido, Portugal, Suiza, Francia, Estados Unidos y Japón. También hay indicios de la formación de redes de prostitución forzada en países vecinos como Surinam, Guayana Francesa, Argentina y Paraguay.
En España y Rusia, organizaciones criminales se han establecido para el tráfico sexual forzado de brasileñas y brasileños.

## Alcance del fenómeno
Una encuesta de 2013 publicada por ONUSIDA estimó que había 546.848 prostitutas en el país.
La explotación de niños y adolescentes a través de la prostitución en Brasil es un problema generalizado y grave. Se considera que Brasil tiene los peores niveles de tráfico sexual infantil después de Tailandia, con aproximadamente 250.000 niños involucrados. El fenómeno está estrechamente vinculado a los altos niveles de pobreza y desigualdad en determinadas regiones del país. Según el informe “Proyecto Protección” publicado en 2018, diversas fuentes oficiales coinciden en que entre 250.000 y 500.000 niños viven como niños prostituidos.
Las ONG y los funcionarios informan que algunos policías ignoran la explotación de niños en el tráfico sexual, frecuentan burdeles y roban y agreden a mujeres en la prostitución, impidiendo la identificación de las víctimas del tráfico sexual.

## Legislación
En términos legales, la prostitución en Brasil es una actividad que se encuentra en un área gris: no es ilegal, pero la operación de burdeles y la explotación sexual comercial son delitos. Esto ha llevado a que lugares como la Vila Mimosa operen en un constante estado de ambigüedad legal, lo que a menudo deja a las trabajadoras sexuales en una posición vulnerable ante abusos y explotación.
La prostitución en sí (intercambio de sexo por dinero) en Brasil es legal, ya que no existen leyes que prohíban el trabajo sexual de adultos, pero es ilegal operar un burdel o emplear trabajadoras sexuales de cualquier otra manera.
En 2002, la presión de la organización de trabajadoras sexuales Davida contribuyó a que el Ministerio de Trabajo de Brasil agregara "trabajadora sexual" a una lista oficial de profesiones. El trabajo sexual profesional no está regulado de ninguna manera (no se requieren controles médicos, no se emiten licencias, etc.), pero las trabajadoras sexuales y las prostitutas pueden contribuir al fondo de pensiones oficial del gobierno y recibir beneficios al jubilarse.
Sin embargo, los burdeles clandestinos no son inusuales en Brasil. Para reducir su número y sacar a determinadas prostitutas de situaciones comprobadas de explotación sexual, el diputado federal Jean Wyllys presentó, en 2013, el proyecto de ley Gabriela Leite, destinado a regular la profesión y los derechos de las trabajadoras sexuales.
Las trabajadoras sexuales brasileñas han hecho campaña por la derogación de las leyes que penalizan el funcionamiento de burdeles y el proxenetismo. Estos delitos conllevan penas de dos a cinco años de prisión. La Red Nacional de Prostitutas (Rede Brasileira de Prostitutas) se mostró enojada en la Cuarta Conferencia Mundial sobre la Mujer en Pekín por su condena a la prostitución. Su líder, la ex prostituta y socióloga Gabriela da Silva Leite, dijo que tomó clases con el sociólogo Fernando Henrique Cardoso en la Universidad de São Paulo, quien luego se convirtió en presidente de Brasil.

### Sitio web del gobierno
El sitio web gubernamental sobre trabajadoras sexuales del Ministerio de Trabajo y Empleo de Brasil, que describe el trabajo sexual como una profesión, ha sido una fuente de controversia, y algunos acusan al gobierno de fomentar el trabajo sexual profesional.
La prensa informó a finales de 2008 que un funcionario del gobierno anunció que el sitio sería "atenuado" tras las críticas. El profesor de derecho Luiz Flavio Gomes dijo al diario O Globo en su edición en línea que "lo que hay en el sitio da la impresión de una excusa para la explotación sexual".
“Trabajadora sexual” es descrita de la siguiente manera en el sitio: “Ellas [la trabajadora sexual] trabajan por iniciativa propia, en las calles, en bares, discotecas, hoteles, el puerto, las carreteras y en los garimpos (lugares de prospección de oro). Actúan en diferentes ambientes: al aire libre, lugares cerrados y en el interior de vehículos, con horarios irregulares. En el desempeño de algunas de sus actividades, pueden estar expuestas a los humos de los vehículos, al mal tiempo, a la contaminación acústica y a la discriminación social. Siempre hay riesgos de contraer ETS, abuso, violencia callejera y muerte”.
La situación en la Vila Mimosa también refleja las complejas dinámicas de género y poder en la sociedad brasileña. Las trabajadoras sexuales aquí a menudo enfrentan estigma y discriminación, no solo debido a su ocupación, sino también por factores como el origen étnico y la clase social. Muchas de ellas son mujeres negras y de comunidades marginadas, lo que añade una capa adicional de complejidad a sus experiencias.
La economía de la Vila Mimosa es un microcosmos de la economía informal que prevalece en muchas áreas urbanas de Brasil. Las trabajadoras no solo venden servicios sexuales, sino que también participan en una variedad de actividades económicas que sostienen la comunidad, como la venta de alimentos y bebidas, alojamiento y entretenimiento. Esto ha creado un ecosistema único donde, a pesar de las dificultades, se ha forjado una fuerte sensación de comunidad y apoyo mutuo.
En términos de salud pública, la Vila Mimosa presenta desafíos significativos. Las trabajadoras sexuales aquí se enfrentan a riesgos de enfermedades de transmisión sexual y a menudo tienen un acceso limitado a servicios de salud adecuados. Las organizaciones no gubernamentales y los grupos de defensa han trabajado para mejorar el acceso a la atención médica y la educación sexual, pero aún queda mucho por hacer para garantizar que estas mujeres reciban la atención y el apoyo que necesitan.

## Historia

### Prostitución y esclavitud

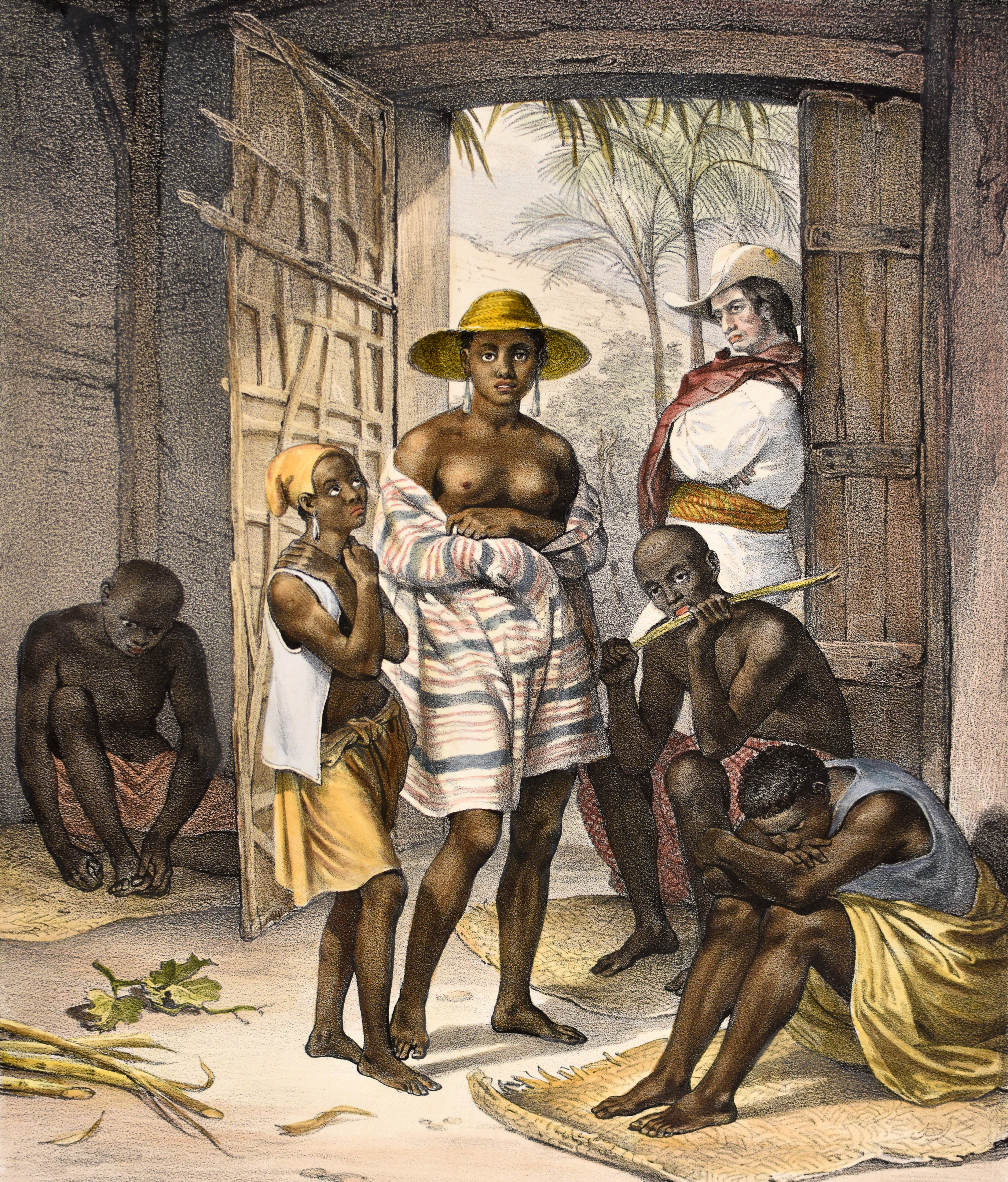
Retrato de una esclava por Ruendas, 1835

Después del intento de esclavizar a los indios, que tuvo poco éxito, los portugueses comenzaron en el siglo XVI a importar esclavos negros de África a Brasil. Los esclavos también debían servir con su cuerpo a sus dueños, así como también a capataces, visitantes, comerciantes, artesanos ambulantes y otros si el dueño así lo requería. De ahí hubo sólo un pequeño paso hasta la prostitución de esclavos negros y mulatos. Los esclavos eran considerados cosas o mercancías en lugar de personas y eran tratados en muchos sentidos como animales. Por tanto, no estaban protegidos por las leyes y podían ser explotados casi sin límites. Tampoco existía ninguna ley que prohibiera el empleo de esclavos menores de edad en los burdeles. Muchos propietarios enviaban a sus esclavas a la calle para ganar dinero vendiendo dulces u otros productos y servicios, y naturalmente las esclavas eran adornadas con cintas de colores y debían ofrecer su propio cuerpo, a veces apenas al comienzo de la pubertad. Las esclavas tenían que trabajar en burdeles, esperar en las ventanas de las casas de sus propios dueños o recibían de sus amos o amantes una carta de permiso para poder pasar la noche en la calle, desde donde debían salir. Regresaban al amanecer con una cantidad mínima ganada sacrificando su cuerpo y pudor, de lo contrario recibirían los castigos habituales. En la primera parte del siglo XIX, las esclavas destinadas a la prostitución eran compradas directamente a traficantes de esclavos o en África; Después de la extinción del comercio oficial de esclavos entre África y América, las grandes granjas de esclavos de Minas Gerais y el noreste abastecieron a proxenetas y burdeles. Los proxenetas, que a menudo eran gitanos pobres o pequeños delincuentes, se enriquecieron y vivieron "en la mayor insolencia entre su grupo de esclavas sexuales negras, jóvenes y sumisas". También en los anuncios de los periódicos, cuando ofrecían esclavas domésticas, destacaban descaradamente cualidades como la sumisión y las habilidades sexuales de las chicas negras "bien educadas".
En el siglo XIX existían cuatro tipos principales de prostitutas. En primer lugar, las citadas mujeres negras y mulatas, que se prostituían bajo coacción de sus dueños. A veces debían entregar todo lo que recaudaban, otras podían como incentivo quedarse con una pequeña parte, y muchas debían traer una suma mínima cada día, de lo contrario eran castigadas con bofetadas, azotes, latigazos o torturadas de alguna otra forma. La segunda categoría estaba formada por mujeres y niñas libres, que vivían en la total pobreza en míseras chozas y se prostituían en ellas o en la calle. A menudo eran ex esclavas o sus hijas. La tercera categoría eran chicas y mujeres del extranjero vendidas a traficantes o atraídas con falsas promesas de matrimonio o trabajo en Brasil. Eran libres por ley, pero atrapadas por las deudas que los traficantes y proxenetas registraban en sus cuentas y por tanto las trataban como esclavas, encerradas en burdeles y castigadas sin piedad cuando no podían ganar las cuotas mínimas estipuladas por los proxenetas. La cuarta categoría estaba compuesta por las prostitutas de lujo, principalmente francesas, que tenían casonas, carruajes y asistían a teatros y eventos vestidas a la moda y llenas de adornos de oro.
La policía fue cómplice y muchas veces ayudó a los dueños de prostitutas, pero también hubo líderes policiales que intentaron combatir la explotación de las esclavas en la prostitución, alegando que "nadie tendría derecho a abusar de su propiedad, mucho menos cuando se trata de criaturas humanas". Exigían que el dueño que abusara de tal manera de su esclava perdiera el derecho de ser su amo y la esclava fuera libre. En algunas campañas, las esclavas fueron liberadas según esta regla, pero luego la policía dio marcha atrás antes de que los abogados de los dueños de esclavas defendieran su propiedad. Famoso se hizo el caso de la esclava Catarina Parda, quien a los 17 años fue comprada y prostituida a la fuerza y con castigos corporales por una señora, a quien debía entregar todo el dinero. Después de una investigación policial, la esclava tuvo que prestar declaración en la comisaría, pero su ama presentó posteriormente un habeas corpus y la policía tuvo que devolver la esclava a la cruel ama.
Sin embargo, la explotación desinhibida de las esclavas como prostitutas sin derechos también fue un fuerte argumento a favor de la abolición en el siglo XIX. En 1871, la Ley del Vientre Libre determinó que los hijos de las esclavas nacieran libres, y también reguló que las esclavas podían tener ahorros, los cuales no podían ser confiscados por el amo. Con él podrían comprarse, ganando así la libertad. Esta ley creó un nuevo incentivo para que las esclavas se prostituyeran, porque podían ahorrar su parte o al menos las propinas. Generalmente no había muchas inhibiciones para prostituirse, porque las esclavas sabían desde pequeñas que otros podían abusar de sus cuerpos y estaban acostumbradas a las violaciones. La custodia de los ahorros de los esclavos era, sin embargo, responsabilidad del amo, y éste siempre podía, como proxeneta, manipular las cuentas y reducirlas con gastos y multas reales o inventadas. Algunas esclavas agraviadas tuvieron el coraje de llevar el asunto a los tribunales, donde presentaron a los clientes como testigos para demostrar que eran trabajadoras y buenas prostitutas que ciertamente ganaban más dinero que la cantidad que figuraba en las cuentas de sus amos.

### El auge de la prostitución en elsigloXX
Tras el fin de la esclavitud oficial, muchas antiguas esclavas y sus hijas y nietas intentaron ganarse la vida mediante la prostitución. A ellas se unieron cada vez más chicas de las regiones pobres de la Europa Central y Oriental, principalmente judías de Europa del Este, albanesas, mujeres y chicas del Imperio de los Habsburgo, pero también francesas e italianas para los hombres con mayor poder adquisitivo. Muchos libros del escritor Jorge Amado tratan de esta época a inicios de siglo, en la que suele haber más prostitutas que otras mujeres. Alcanzó su apogeo en 1930, cuando los burdeles de Río de Janeiro eran famosos en todo el mundo; el burdel Casa Rosa es hoy un centro de cultura.

### Prostitutas judías en Brasil
Las prostitutas judías son un capítulo especial en la historia de la prostitución en Brasil. En 1867, llegaron al puerto de Río de Janeiro setenta mujeres judías procedentes de Polonia, atraídas por falsas promesas y abusadas como prostitutas. Al igual que las víctimas judías posteriores de Rusia, Lituania, Rumania, Austria y Francia, fueron llamadas "Polacas". Alrededor de 1.200 mujeres las siguieron en los años siguientes. La mayoría fueron víctimas de la mafia judía de proxenetismo, la Zwi Migdal. Sus miembros viajaban a ciudades y regiones pobres de la Europa del Este y se establecían como supuestos ricos empresarios emigrantes que regresaban a su región natal en busca de novia. En verdad, estaban traficando. Las mujeres que creían en sus promesas eran enviadas a Sudamérica y convertidas en esclavas sexuales.
En 1931, Brasil tenía más de 400 burdeles judíos. En 1936, el escritor alemán Stefan Zweig visitó Mango, el famoso barrio rojo de Río de Janeiro. Describió en su diario la miseria de estas mujeres, pero también señaló que estas judías de Europa del Este “prometían una perversión excitante e inusual”. Las prostitutas fundaron una segunda comunidad judía en Río, con su propio cementerio y sinagoga, porque las prostitutas fueron rechazadas por otros judíos. Allí las mujeres celebraban las fiestas judías, aunque en aquella época no había liturgia para mujeres. Los proxenetas eran importantes mecenas del teatro judío. En las presentaciones previas, la "polaca", lujosamente vestida, se sentaba en las primeras filas y era presentada a los potenciales clientes. La Segunda Guerra Mundial puso fin a este tráfico de mujeres.
Las prostitutas judías influyeron en la vida cultural y la escena artística de Río, inspirando a los músicos populares. Hay tres cementerios de prostitutas judías en Brasil. En 1970, las últimas prostitutas atraídas al país por la mafia fueron enterradas en el Cementerio de Prostitutas Judías de Río.
En 2007, la comunidad judía femenina de Río de Janeiro diseñó por primera vez una ceremonia sabática para prostitutas judías. La celebración no tuvo lugar en una sinagoga, sino en el centro cultural del barrio de Lapa, porque aún persisten prejuicios contra estas mujeres.

## Actualidad
Según una encuesta realizada en 1998, el 64% de la población pensaba que el trabajo sexual profesional era inmoral y debería ilegalizarse, mientras que el 29% lo veía como un trabajo como cualquier otro. El cincuenta y nueve por ciento (y 64% de las mujeres) creía que las trabajadoras sexuales hacen lo que hacen porque les gusta.
En la década de 2000, la trabajadora sexual Bruna Surfistinha, una prostituta confesa, llamó la atención de los medios por su blog donde contaba sus experiencias con los clientes. Se hizo famosa y escribió un libro autobiográfico, O Doce Veneno do Escorpião (São Paulo, SP: Panda Books, 2005). La luchadora más importante por los derechos de las prostitutas fue la prostituta Gabriela Leite (1951-2013), quien lideró la campaña para que se reconociera a las trabajadoras sexuales como una profesión, para que pudieran acceder al sistema de pensiones. Fue la fundadora de Davida, una organización por los derechos de las trabajadoras sexuales. Existen varias organizaciones más como la "Rede brasileira de prostitutas" (Red de prostitutas brasileñas).
El estado de Minas Gerais es la sede de la activa Aprosmig (Asociación de Prostitutas de Minas Gerais).Se hizo famoso por la elección anual de Miss Prostituta, y organizó cursos de inglés para las prostitutas antes de la Copa del Mundial de Fútbol de 2014 en Brasil y los Juegos Olímpicos de Verano de 2016. y acceso a seguros para las trabajadoras sexuales. Gracias a esta iniciativa, las prostitutas que trabajan en la calle también pueden recibir pagos sin dinero en efectivo. El Aprosmig también tiene un pequeño museo del sexo.
El límite entre prostitutas y no prostitutas se está volviendo cada vez más fluido, a medida que hay cada vez más oportunidades y prostitutas ocasionales, no profesionales, ofrecen su cuerpo sólo cuando necesitan dinero u otros bienes. Además del clásico sexo de supervivencia, las mujeres y las adolescentes ofrecen sexo para conseguir un móvil u otro producto, para pagar deudas propias o de sus padres o en busca de ventajas materiales. Mujeres y chicas se venden de vez en cuando en la calle o en la playa o son obligadas a hacerlo por sus parejas, para conseguir la suma necesaria para pagar algunos gastos extra. El sexo oral no se considera un sexo real entre los adolescentes y, por lo tanto, no se considera una forma de prostitución. Si bien las estimaciones oficiales se basan en un millón de prostitutas brasileñas, las asociaciones libres mencionan cifras mucho mayores. En la antigua red Orkut, hasta el 30% de todas las mujeres y chicas encuestadas en diversas encuestas afirmaron que ya habían realizado servicios sexuales a cambio de dinero u otros beneficios o bienes. El 10% de las mujeres encuestadas indicaron que habían practicado sexo oral por primera vez antes de los 10 años. Otra oportunidad que no se considera prostitución es trabajar como cam-girl en Internet.
Los barrios más importantes dedicados al comercio sexual son la Vila Mimosa en Río de Janeiro o la Rua Augusta en Sao Paulo, son bien conocidos. En la Rua Guaicurus de Belo Horizonte, capital del estado federal de Minas Gerais, hay cientos de jóvenes desnudas o semidesnudas en pequeñas habitaciones o frente a ellas, donde pueden ser vistas y contactadas por los hombres que pasan por allí o en los pisos. Por lo tanto, las casas siempre están llenas de hombres escurridizos que a menudo ni siquiera quieren comprar sexo, sino que sólo buscan estímulos visuales gratuitos. Los honorarios son muy baratos, pero a pesar del gran número de prostitutas, muchas chicas consiguen más de 20 clientes por turno de 12 horas. Una prostituta necesita entre cuatro y quince clientes para pagar el alquiler de la habitación. Las habitaciones son pequeñas, mal ventiladas, oscuras y en su mayoría sin baño.
En abril de 2021, muchas prostitutas de Minas Gerais participaron en un paro laboral con el objetivo de ser reconocidas como grupo prioritario para las vacunas del COVID-19.

### Vila Mimosa

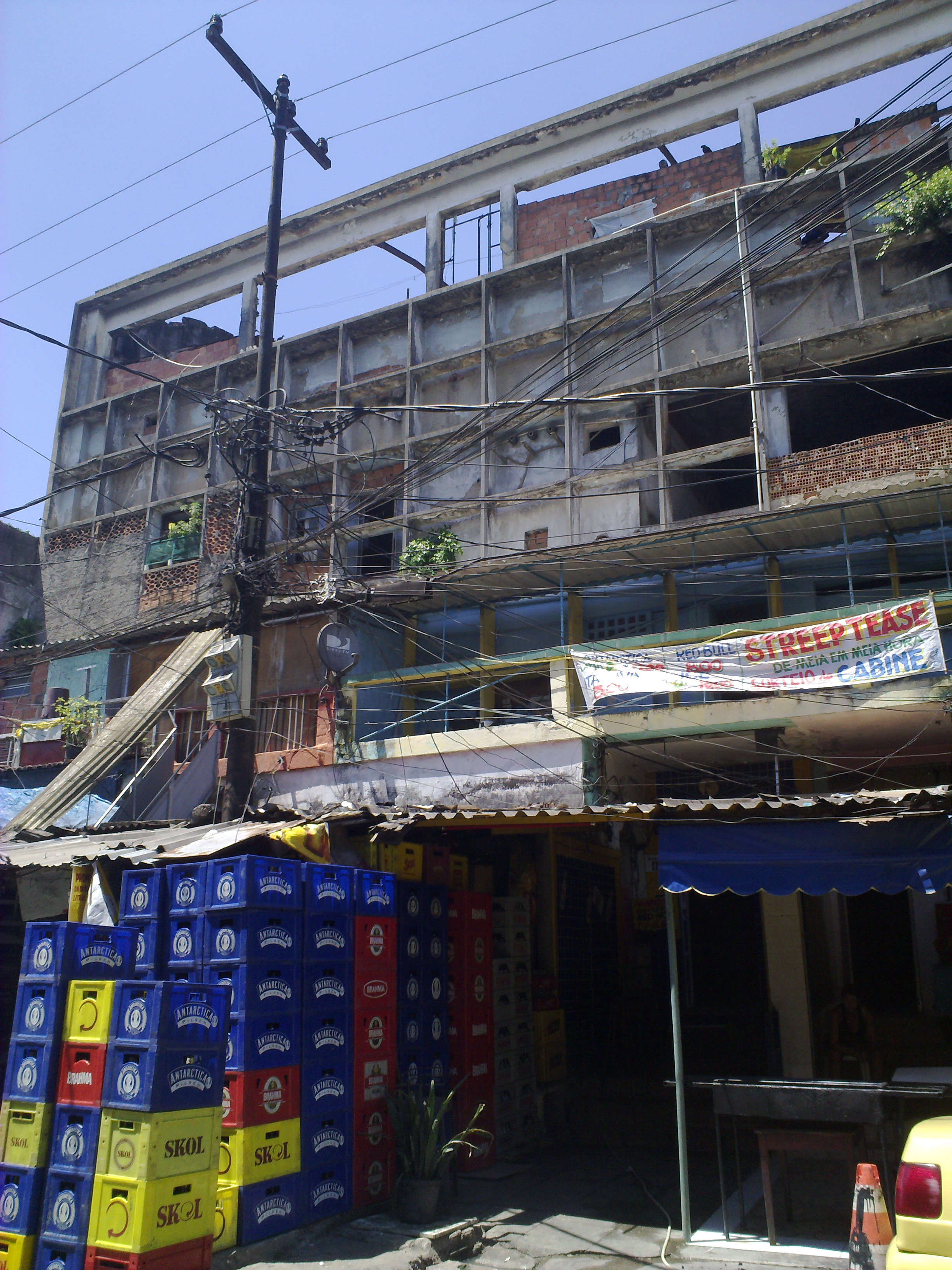
Entrada a uno de los bares donde se pueden ver salas para práctica sexual en la parte superior, y puede leerse "de media hora en media hora".

Vila Mimosa, una reconocida zona de prostitución en Río de Janeiro, Brasil, tiene una historia compleja y enraizada en la cultura urbana de la ciudad. Originalmente, Vila Mimosa se ubicaba en Cidade Nova, donde hoy se encuentra el edificio del Teleporto en la Avenida Presidente Vargas. Esta área contaba con 54 casas y 13 barracas en un terreno de 5.900 metros cuadrados, y era tan emblemática que incluso dio apodos a los edificios construidos para la alcaldía en la misma región: el Centro Administrativo São Sebastião (CASS) era conocido informalmente como Piranhão y Cafetão.La reubicación de Vila Mimosa a la Praça da Bandeira comenzó en enero de 1996, bajo la administración del alcalde Cesar Maia. Inicialmente, las 1.800 prostitutas serían trasladadas a un galpón en Gramacho, Duque de Caxias, pero la compra del espacio terminó en controversia. La municipalidad de Caxias incluso llegó a embargar la obra del galpón, que estaría ubicado al lado de la Rodovia Washington Luiz. En un esfuerzo por reubicar rápidamente los burdeles, la alcaldía trasladó los muebles y pertenencias de las trabajadoras a un viejo galpón de un frigorífico abandonado en la Sotero dos Reis.
Históricamente, la Vila Mimosa ha sido un refugio para mujeres que se encuentran en situaciones de vulnerabilidad económica y social. Surgió como un espacio donde las trabajadoras sexuales, muchas de ellas migrantes, encontraron una forma de subsistencia en un contexto marcado por la desigualdad y la falta de oportunidades. A lo largo de los años, este lugar ha sido testigo de numerosos cambios, tanto en su geografía urbana como en su composición demográfica. Con el tiempo, se ha convertido en un símbolo de la lucha y resistencia de las trabajadoras sexuales en Brasil.
La mudanza no fue pacífica. Los residentes de la Praça da Bandeira se quejaron y protestaron, llegando a cerrar la Avenida Radial Oeste. Sin embargo, las mujeres se instalaron en el galpón, donde se crearon pequeños espacios y bares improvisados. Ocho días después de la mudanza, Vila Mimosa reabrió sus puertas a los clientes. Se anunció en su momento la compra de un terreno para las prostitutas, pero la situación se consolidó con el tiempo en la Praça da Bandeira.
La situación en la Vila Mimosa también refleja las complejas dinámicas de género y poder en la sociedad brasileña. Las prostitutas a menudo enfrentan estigma y discriminación, no solo debido a su ocupación, sino también por factores como el origen étnico y la clase social. Muchas de ellas son mujeres negras y de comunidades marginadas, lo que añade una capa adicional de complejidad a sus experiencias. La economía de la Vila Mimosa es un microcosmos de la economía informal que prevalece en muchas áreas urbanas de Brasil. Las trabajadoras no solo venden servicios sexuales, sino que también participan en una variedad de actividades económicas que sostienen la comunidad, como la venta de alimentos y bebidas, alojamiento y entretenimiento. Esto ha creado un ecosistema único donde, a pesar de las dificultades, se ha forjado una fuerte sensación de comunidad y apoyo mutuo.
En términos de salud pública, la Vila Mimosa presenta problemas significativos. Las prostitutas se enfrentan a riesgos de enfermedades de transmisión sexual y a menudo tienen un acceso limitado a servicios de salud adecuados. Las organizaciones no gubernamentales y los grupos de defensa han trabajado para mejorar el acceso a la atención médica y la educación sexual, pero aún queda mucho por hacer para garantizar que estas mujeres reciban la atención y el apoyo que necesitan.

### Interacción y Percepción Social en Vila Mimosa
En la Vila Mimosa, se observa una dinámica en la interacción entre los visitantes y las trabajadoras sexuales. A diferencia de lo que comúnmente se asume, muchos frecuentadores de este lugar no se consideran clientes, a pesar de mantener relaciones sexuales con las prostitutas. Esta percepción desafía las normas convencionales del negocio de la prostitución y se basa en dos motivos principales.El primero es la transgresión de ciertas reglas que regulan la actividad prostitucional. Estos hombres no pagan por las relaciones sexuales, o en el mejor de los casos, realizan un intercambio de favores. Permanecen tiempos indeterminados junto a las prostitutas en los cuartos y son tratados de manera diferenciada, recibiendo "privilegios" por parte de ellas. Esto incluye la omisión de prácticas como el uso del preservativo masculino, la no ejecución de cobros por el servicio, y gestos más íntimos y personales que no son comunes en la relación comercial tradicional.
El segundo motivo radica en la percepción social de lo que significa ser un cliente en este contexto. Ser identificado como cliente es motivo de burla entre otros hombres, ya que se asocia con una menor masculinidad. Por lo tanto, no ser tratado como cliente es una fuente de orgullo y satisfacción, diferenciándose así del visitante que sigue las reglas convencionales de la zona y, por ende, es menos valorizado.Un aspecto diferenciado es la valoración de los clientes extranjeros. A pesar de que los clientes locales son generalmente menospreciados, los extranjeros suelen ser altamente valorados por las prostitutas. Tânia, una trabajadora sexual con experiencia internacional, compara a los hombres brasileños con los alemanes, destacando un mayor respeto y consideración por parte de estos últimos hacia las mujeres, lo cual no atribuye únicamente a diferencias económicas, sino también culturales.
La presencia de extranjeros como clientes y propietarios de casas de prostitución en los últimos tiempos ha influido en la estructura y la percepción de este barrio. A pesar de que algunos extranjeros pueden tener una visión peyorativa de la Vila, criticándola por la apariencia de las mujeres o las condiciones del lugar, sigue siendo un punto de referencia importante en la ciudad de Río de Janeiro para la prostitución. Esta situación ha llevado a algunos extranjeros a intentar diferenciarse, creando espacios distintos dentro de la misma Vila Mimosa.